# Озёрный (Куйбышевский район)
Озёрный — посёлок в Куйбышевском районе Новосибирской области. Входит в состав Веснянского сельсовета.

## География
Площадь посёлка — 30 гектаров.

## Население
| 2002 | 2007 | 2010 |
| ---- | ---- | ---- |
| 96   | ↘91  | ↘65  |

## Инфраструктура
В посёлке по данным на 2007 год отсутствует социальная инфраструктура.